# Revue bénédictine
La Revue bénédictine est un périodique semestriel scientifique d'histoire et de littérature ecclésiastique publiée depuis 1884 par l'abbaye de Maredsous en Belgique, et par les éditions Brepols.
Elle paraît en plusieurs langues (en français, en italien, en allemand et en anglais) et est accompagnée de la parution de deux bulletins bibliographiques : le Bulletin d’histoire bénédictine à chaque livraison sous forme d'un fascicule séparé, et le Bulletin de la Bible latine tous les deux ans dans la Revue.
Les six premiers volumes ont été publiés sous le titre de Le Messager des fidèles (de 1884 à 1889)